# جیم کارتر (بازیگر)
 جیم کارتر (انگلیسی: Jim Carter؛ زادهٔ ۱۹ اوت ۱۹۴۸) هنرپیشه اهل بریتانیا است. وی از سال ۱۹۶۸ میلادی تاکنون مشغول فعالیت بوده‌است.
از نقش‌آفرینی‌های معروف او می‌توان به بازی در مجموعه تلویزیونی دانتون ابی و راه و رسم زندگی ما و فیلم‌های ۱۰۲ سگ خالدار، یک ماه در کشور، پمپئی: واپسین روز، قطب‌نمای طلایی، جنگ شاد و چیزهای روشن جوان در نقش شاه کولی‌ها اشاره کرد.